# Joan Argenté i Artigal
Joan Argenté i Artigal   (Badalona, 21 de juny de 1931 - Badalona, 6 d'agost de 2015) va ser un poeta català. Al llarg de la seva vida va combinar la seva activitat en les lletres amb l'advocacia. Va conrear la poesia, la dramatúrgia i també va traduir obres poètiques i teatrals al català. Es va donar a conèixer als anys cinquanta i va publicar el seu primer llibre el 1960, amb el qual va guanyar el Premi Joan Salvat-Papasseit, un dels diversos premis i reconeixements que va rebre al llarg de la seva vida, un dels darrers dels quals fou la Creu de Sant Jordi el 2006.

## Biografia
Va néixer al carrer de Sant Isidre, al centre de Badalona, el 1931, on va viure gairebé tota la seva vida. Fill d'un fabricant de cosmètics i d'una mestra. Durant la Guerra Civil, el laboratori cosmètic familiar va fer fallida i la seva mare es va veure obligada a tornar a exercir de mestra, primer a l'Hospitalet de Llobregat i, després, a Vilalba Sasserra, poblacions on Argenté també s'hi va traslladar, va esdevenir alumne de la seva mare. De tornada a Badalona. Va cursar el batxillerat a l'Institut Isaac Albéniz, on va rebre la gran influència de l'historiador Enric Bagué i, sobretot, de Maria Aurèlia Capmany, la seva mestra, que li va ensenyar filosofia i alemany, però que també li va despertar la passió per la literatura i el teatre. Va cursar estudis universitaris de Dret a la Universitat de Barcelona, de la promoció de 1948-1953, va rebre el Premi Duran i Bas de Llicenciatura el 1953, atorgat per l'Il·lustre Col·legi d'Advocats de Barcelona. Va exercir l'advocacia al llarg de la seva vida, tot compaginant-la amb les lletres.
Va donar a conèixer els seus primers poemes la segona Antologia Poètica Universitària l'any 1950. El seu primer llibre de poesia va ser El temps de tants dits, publicat el 1960, que va guanyar el Premi Joan Salvat-Papasseit el 1959. Més tard va escriure Moviment peristàltic o aquest home, per a mi, és una pesant bombeta encesa (1976), Cicle, bicicle, tricicle (1967) i Seminocturn, semidiürn, que va ser premiat amb el Premi Carles Riba el 1975. Aquestes quatre obres, corpus poètic d'Argenté, van quedar compilades a Obres Poètiques. Cicle, bicicle, tricicle i altres llibres l'any 2001. El mateix any va publicar una nova obra, el Poema del Santuari de la Mare de Déu del Castell de Gallifa, advocada de l'Ecologia, que recollia l'encàrrec del text d'un espectacle de llum i so realitzat pel rector de Gallifa.
Va ser traductor del francès al català. Va traduir Un captiu enamorat de Jean Genet el 1988, a més també va traduir poemes de Jacques Prévert, al qual va admirar durant tota la seva vida, i obres teatre de diversos autors com La leçon i Le salon de l'automobile d'Eugène Ionesco i La Balada del Gran Macabre de Michel de Ghelderode, per la qual va guanyar el Premi Josep Maria de Sagarra a la millor traducció teatral el 1981. També va adaptar cançons de Jacques Brel, Léo Ferré i Henri Tachan.
També va escriure l'obra de teatre Volem vi, que fou estrenada a la Cúpula del Coliseum (Barcelona) l'any 1964 de la mà de la companyia EADAG.
La seva activitat com a poeta, traductor i articulista sempre va anar en la direcció de recuperar la vida cultural catalana i, especialment, per recuperar l'oficialitat del català, i per això va participar activament en el teatre i la cançó, amb l'adaptació al català de nombroses obres i cançons. Va ser patró de la Fundació Teatre Lliure. En aquest sentit, va ser una important personalitat pública de la cultura badalonina. La seva figura va tenir una gran importància des dels anys seixanta als setanta del segle xx. Quan es va establir com a advocat, ben aviat s'interessà pel redreçament de la cultura catalana a la ciutat. S'uní a diverses iniciatives. Va formar part d'un grup de pintors i artistes badalonins coneguts com a REM, constituït el 1958, que tenien la intenció de superar l'academicisme que imperava a l'època i anar a l'avantguarda de l'art i la literatura. Als anys seixanta va fer diverses col·laboracions, especialment amb l'Orfeó Badaloní, del qual llavors n'era president Josep Gual i Lloberes, on va presentar recitals poètics, va publicar poemes al seu butlletí i va organitzar exposicions de pintura, a més va crear i adaptar cançons pel grup Estrop, dirigit per Màrius Sampere, sorgit de l'Orfeó. També va aparèixer en programes de ràdio i participà en altres entitats culturals, com el Museu de Badalona.
El 1977 va ser pregoner de la Festa Major de Vilafranca del Penedès i el 5 de maig del 2000 de les Festes de Maig de Badalona.
A banda dels premis literaris, l'any 2006 la Generalitat de Catalunya va atorgar-li la Creu de Sant Jordi com a reconeixement a la seva tasca i dedicació a favor de la llengua i la cultura catalanes. Entre el 2010-2011, amb motiu de la Capitalitat de la Cultura Catalana de Badalona, l'Espai Betúlia li va dedicar una exposició anomenada Joan Argenté, l'home i el personatge i va editar un catàleg homònim amb informació sobre la vida i trajectòria del poeta. El 28 de març de 2015 fou inaugurada una biblioteca a Badalona amb el seu nom com a reconeixement a la seva carrera artística i la seva relació amb la ciutat.
Argenté va morir la matinada del 6 d'agost de 2015. No obstant això, des de 2008 havia anat desapareixent de la vida pública a causa d'una malaltia. Inicialment tancat a casa seva, després va ingressar a una residència geriàtrica. Una de les seves darreres accions va ser l'any 2011, quan va fer donació del seu fons artístic i cultural a la ciutat de Badalona, que anirà a parar al Museu de Badalona. El seu fons inclou elements diferents: obres pictòriques de diversos artistes, alguns badalonins com Josep Villaubí i Gerard Sala, la seva biblioteca amb centenars de llibres, alguns signats pels mateixos autors, les distincions que va rebre al llarg de la seva vida, així com tota la seva obra poètica, i el material del seu despatx, tant el mobiliari com els papers, correspondència i reculls de premsa que conservà al llarg dels anys.

## Estil
La seva poesia és polièdrica i no segueix cap corrent concret ni moda, fins i tot té punts excèntrics. Es construeix a partir de la realitat, d'experiències personals i del paisatge quotidià que l'envolta. En els seus inicis encara manté influències de Salvador Espriu, Joan Salvat-Papasseit i Tomàs Garcés, però amb una gran vocació intimista i d'experimentació que s'anirà desenvolupament amb els anys, creant un estil propi, experimentant amb els sons, frases fetes i jocs de paraules. El seu univers poètic interroga les relacions entre el jo i els altres, no arriba a donar conclusions contundents, però sí que planteja l'absurd i la transcendència de la vida humana. D'altra banda, la seva poesia juga amb elements molt diferents els quals aconsegueix lligar que poden ser cultes, populars, escatològics, científics o espirituals, i conforma un discurs líric narratiu. En termes generals mantindrà les mateixes preocupacions i temàtiques a les seves obres, per exemple el tema essencial del temps a El temps de tants dits i Seminocturn, semidiurn, on es tracten els records, les vivències, la nostàlgia i la melangia i la cruesa del tràngol de la vida, respectivament.

## Publicacions

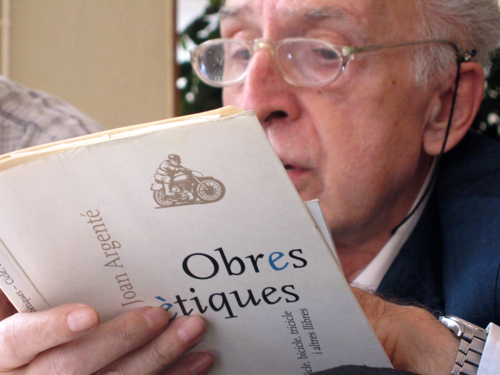
Joan Argenté llegint un poema seu el 2009 a Badalona.

Els seus llibres publicats són els següents:
- El temps de tants dits. Barcelona: Pedreira, 1960.
- Cicle, bicicle, tricicle. Barcelona: Rocas. 1967.
- Moviment peristàltic o Aquest home, per a mi, és una bombeta encesa. Barcelona: Nova Terra, 1976.
- Seminocturn, semidiürn. Barcelona: Proa, 1976.
- Poema del Santuari de la Mare de Déu del Castell de Gallifa, advocada de l'ecologia. El Prat del Llobregat: Rúbrica, 2001.
- Obres poètiques. Cicle, bicicle i tricicle i altres llibres. Barcelona: Muntaner, 2001.

## Obres representades
- Volem vi. Estrenada a Barcelona el 1964 a la Cúpula del Coliseum amb la companyia EADAG.[1]